# Club Atlético Universitario
El Club Atlético Universitario, conocido como Universitario de Salto o La U, es un club polideportivo fundado, el 1 de marzo de 1930, con sede en Barrio Universitario de la ciudad de Salto.
Actualmente disputa la primera división de la Liga Salteña de Fútbol, donde milita desde 1993. El club fue fundado por un grupo de jóvenes estudiantes universitarios de la ciudad, quienes por tal motivo nombraron al club de esta manera.

## Deportes
Una de las principales características del club es su carácter polideportivo. Además de sus dos secciones principales, las de Basketball y
fútbol, cuenta con equipos en otras disciplinas tales como vóleibol, fútbol sala, tanto en la rama masculina como en la femenina.

### Fútbol
Disputa sus encuentros de local en el “Complejo Universitario” situado a unos 500 metros de su Sede. Sus clásicos rivales son el Club Atlético Chaná dada su cercanía, ya que sus sedes y canchas quedan VAMOS PALOMAR a pocos metros. Se consideran clásicos los partidos que disputa con el Club Atlético Ceibal, conocido como el "clásico de los 90`" dada la gran cantidad de partidos disputados en dicha década, los cuales generaron una gran rivalidad. Actualmente cuenta con una gran rivalidad con Ferro Carril debido a la paridad  generada en los  últimos años, razón por la cual es considerado el mayor clásico salteño del momento.

### Básquetbol
En Básquetbol disputa los partidos de local en el “Gimnasio Universitario” situado en su misma Sede, obteniendo 17 títulos locales. Ganan el primer campeonato Salteño en 1934, comenzando así a sembrar su rica historia en esta disciplina, logrando un sextenio desde el año 1949 hasta 1954.

### Fútbol Sala
En fútbol sala universitario es el más laureado del departamento, obteniendo 12 títulos locales. Ganando el primero en 1989 y el único en lograr un Heptacampeonato (7 años campeón consecutivamente).

## Palmarés

### Torneos nacionales
- Supercopa de Clubes AUF-OFI (1): 2023
- Copa Nacional de Clubes (2): 2023, 2025
- Subcampeón de la Copa Nacional de Clubes (2) : 2019, 2022

### Torneos locales
- Liga Salteña de Fútbol (9):[4] 1955, 1956, 1981, 1993, 2014, 2016, 2018, 2019, 2024

### Básquetbol
- Liga Salteña de Básquetbol (17):[5] 1934, 1949, 1950, 1951, 1952, 1953, 1954, 1964, 1965, 1967, 2007, 2008, 2010, 2013, 2014, 2015, 2016.
- Torneo Regional (1): 2006

### Fútbol Sala
- Liga Salteña de Fútbol Sala  (12): 1989, 1990, 1992, 2001, 2002, 2003, 2004, 2005, 2006, 2007, 2008-09, 2013-14, 2025